# Bolo'bolo
Bolo'bolo és un assaig de l'alemany suís P. M., pseudònim de Hans E. Widmer, un escriptor suïssoalemany, que tracta sobre política verda, amb un enfocament molt obert, concret i inusual, considerat per alguns com a influència anarquista, escrit el 1983. Tot i que no ha rebut més publicitat que el boca-orella, s'ha traduït a molts idiomes, i es va reeditar diverses vegades.
L'autor, en un estil irònic, explica com l'espècie humana es troba sota la influència de la gegantina i despietada Màquina de Treball Planetari (MTP), que portarà la humanitat a la perdició (per un cataclisme ecològic), alhora que s'alimenta de l'existència dels seus esclaus humans. Aquesta màquina és una paràbola del sistema capitalista. Segons Hans E. Widmer, la salvació arriba amb noves formes d'organització social, i s'abandona el model clàssic de "casat amb dos fills" per una estructura bolo, una mena de comunitat autosuficient. Un bolo està format per unes 500 persones com a màxim i pot tenir la mida d'una casa gran, un poble o un barri. Diversos bolos es poden unir per a establir unitats de cooperació de l'abast d'un municipi, una ciutat o fins i tot una megalòpoli. El concepte de bolo recorda el d'ecovila.
Hans E. Widmer crea un llenguatge construït embrionari amb l'asa'pili, que serveix per a descriure les seues idees i els afegeix un toc utòpic.

## Sila
Com que els diners ja no existeixen pas, les persones poden ser acollides temporalment en qualsevol col·lectiu (bolo), en què se les pot alimentar, atendre i allotjar. Aquest principi d'hospitalitat s'anomena sila en la llengua Asa'pili. El seu respecte no és imposat per una organització sinó per un equilibri global, en què cal la bona acollida dels viatgers als bolos per a la circulació de notícies, coneixements, idees, i contribueix a la seua reputació i la confiança que s'hi pot dipositar, i per tant la seua capacitat per establir relacions duradores amb altres comunitats.

## Asa'pili
L'asa'pili és un llenguatge construït per P. M. en el seu assaig Bolo'bolo. D'una banda, P. M. explica les seues idees amb originalitat tot emprant aquesta llengua planificada. D'altra banda, en la societat que planteja, l'asa'pili seria una llengua auxiliar internacional neutral.
L'asa'pili consta d'unes poques paraules base, cadascuna representada per un símbol:
| Símbol          | Pronúncia | Significat |
| --------------- | --------- | --- |
| Symbole de ibu  | ibu       | jo, tu, ella, ell: individu, persona, ciutadà, home, dona, xiquet, algú, ningú                                     |
| Symbole de bolo | bolo      | comunitat de base, tribu, comuna, veïnat, barri, comunitat de carrer, comunitat de barri, vila                     |
| Symbole de sila | sila      | garantia de vida, hospitalitat, tolerància, assistència, llei, existència                                          |
| Symbole de taku | taku      | propietat, secret, vida privada, bagul de records                                                                  |
| Symbole de kana | kana      | colla, grup, llar, clan, banda, cercle d'amics, club                                                               |
| Symbole de nima | nima      | identitat cultural, estil de vida, manera de viure, cultura, tradició, filosofia, religió, ideologia, personalitat |
| Symbole de kodu | kodu      | natura, agricultura, paisatge, nutrició, camp                                                                      |
| Symbole de yalu | yalu      | aliments, cuina, estil de cuina, gastronomia                                                                       |
| Symbole de sibi | sibi      | art, artesania, arquitectura, indústria, producció d'eines i màquines                                              |
| Symbole de pali | pali      | energia, producció d'energia, benzina, calor, utilització d'energia                                                |
| Symbole de sufu | sufu      | aigua, conducte d'aigua, font                                                                                      |
| Symbole de gano | gano      | habitació, casa, abric, construcció, caverna, allotjament                                                          |
| Symbole de bete | bete      | salut, cura mèdica, medicina, cures del cos                                                                        |
| Symbole de nugo | nugo      | mort, pastilla de mort, suïcidi                                                                                    |
| Symbole de pili | pili      | comunicació, llenguatge, comprensió, transmissió de coneixements, instrucció, entrenament                          |
| Symbole de kene | kene      | treball extern, treball obligatori, treball socialment necessari, tasca                                            |
| Symbole de tega | tega      | barri, veïnat, districte, vila, vall, illa                                                                         |
| Symbole de dala | dala      | assemblea, consell, comité, associació, parlament, reunió, govern                                                  |
| Symbole de dudi | dudi      | delegat exterior, espia, controlador                                                                               |
| Symbole de fudo | fudo      | comtat, vila, comuna, petita regió, vall                                                                           |
| Symbole de sumi | sumi      | regió, àrea geogràfica, gran illa, region lingüística                                                              |
| Symbole de asa  | asa       | terra, món, humanitat                                                                                              |
| Symbole de buni | buni      | do, signe |
| Symbole de mafa | mafa      | ajut mutue, reserves, provisions, recursos centrals                                                                |
| Symbole de feno | feno      | acord de permuta, contracte d'intercanvi, col·laboració, cooperació                                                |
| Symbole de sadi | sadi      | mercat, fira, centre de bescanvis                                                                                  |
| Symbole de fasi | fasi      | viatge, senderisme, transport, trànsit, vida nòmada, turisme, locomoció                                            |
| Symbole de yaka | yaka      | batalla, lluita, duel, violència, conflicte, guerra, conjunt de regles                                             |

Hi podem compondre paraules:
- asa'pili significa 'llengua mundial'.
- bolo'bolo significa 'conjunt de bolos'.
- fasi'ibu significa 'viatger'.
- yalu'gano significa 'restaurant'.